# Clyomys
Clyomys es un género de roedores sudamericanos perteneciente a la familia Echimyidae. Contiene dos especies, que distribuyen por Brasil y Paraguay. Son las siguientes:
- Clyomys bishopi
- Clyomys laticeps